# Westara
× Westara, (abreviado Wsta) en el comercio, es un híbrido intergenérico entre los géneros de orquídeas Brassavola × Broughtonia × Cattleya × Laelia × Schomburgkia. Fue publicado en Orchid Rev. 88(1041) cppo: 12 (1980).